# Vredius
Olivarius Vredius, latinisering van Olivier de Wree (Brugge, 20 september 1596 - 21 maart 1652), was een Vlaams geschiedkundige uit de eerste helft van de 17de eeuw. Hij was ook een vermaard rechtsgeleerde en kunstbeschermer.

## Levensloop
Vredius stamde uit het adellijk geslacht De Wree. Hij was een zoon van Jan de Wree (1567-1607), licentiaat in de rechten van de Universiteit van Douai, en van Anne Van Praet. Als jonge man had hij geaarzeld of hij jezuïet zou worden en verbleef korte tijd in het noviciaat. Uiteindelijk ging hij rechten studeren aan de Universiteit van Douai.
Hij trouwde achtereenvolgens met:
- Anne Marissael, gezegd Halle, van wie hij een zoon en een dochter had,
- Marguerite Van Woestwynckele,
- Catherine de Peussin, weduwe van Jean Wynckelman.

Vredius bekleedde functies in het Brugse stadsbestuur:
- raadslid (september 1624 tot september 1625),
- schepen (september 1626 tot september 1627),
- schepen (september 1628 tot september 1629),
- thesaurier (september 1629 tot september 1631),
- schepen (september 1631 tot september 1633),
- raadslid (september 1639 tot september 1640),
- raadslid (september 1641 tot september 1643),
- burgemeester van de raadsleden (september 1643 tot september 1644),
- schepen (september 1644 tot september 1646),
- schepen (van september 1646 tot september 1647),
- raadslid (september 1649 tot september 1650),
- schepen (september 1650 tot aan zijn dood).

Hij was derhalve, vanaf zijn achtentwintigste tot aan zijn tamelijk vroegtijdige dood, bijna bestendig betrokken bij het bestuur van de stad Brugge, zonder evenwel de hoogste functie, die van burgemeester van de schepenen, te bereiken.
Vredius organiseerde zijn eigen drukkerij, waarin hij niet alleen eigen werk maar ook dat van anderen drukte. Zo drukte hij het traktaat over bloemen, planten en fruit van zijn vriend, keizerlijk geneesheer Anselmus Boëtius de Boodt (1550-1632) die in het begin van de eeuw terug in zijn geboortestad was komen wonen.
Zijn graf met marmeren portretbuste bevindt zich in de Onze-Lieve-Vrouwekerk te Brugge.
Een portret van Vredius is te vinden in de oude apotheek van het Sint-Janshospitaal in Brugge.

## Werken

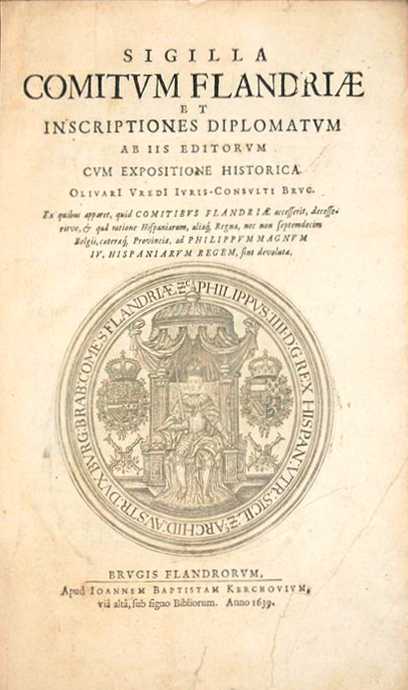
Eerste pagina van Sigilla…

Zijn belangrijkste werken zijn:

### In het Latijn
- Sigilla comitum Flandriae et inscriptiones diplomatum ab iis editorum ..., Brugge bij Jan-Baptist Kerchove, 1639.
- Genealogia Comitum Flandriae a Balduino Ferreo usque ad Philippum IV Hisp. Regem drie delen, Brugge, bij Jan-Baptist Kerchove, 1642-1643. Dit werk is gebaseerd op de reeds in de 12e eeuw ontstane 'Genealogia Comitum Flandria', later bekend als Flandria generosa.
- Historiae Comitum Flandriae (...), 1650.

### In het Nederlands
- Den oorspronck ende voort ganck der Carmeliten ofte Onze-Lieve-Vrouwe-Broeders ende des H. Scapuliers, in rijme gestelt door Olivier de Wree, 1624.
- Vermaerde oorlogstucken van den grave van Bucquoy.
- Mengeldichten.
- Bacchus Kronyck en Venusban, 1625.
- De Segelen der graven van Vlaenderen ende voorschriften van hunne brieven, 1640.

## Archief
Het Stadsarchief van Brugge bezit enkele van de werken van Vredius, maar vooral twee lijvige portefeuilles, met zijn persoonlijk archief. In 2009 is dit aangevuld met 29 documenten van zijn hand, waaronder verschillende brieven in verband met zijn historisch werk en zijn politieke activiteiten.